# Antons damm
Antons damm är en sjö i Leksands kommun i Dalarna och ingår i Dalälvens huvudavrinningsområde.

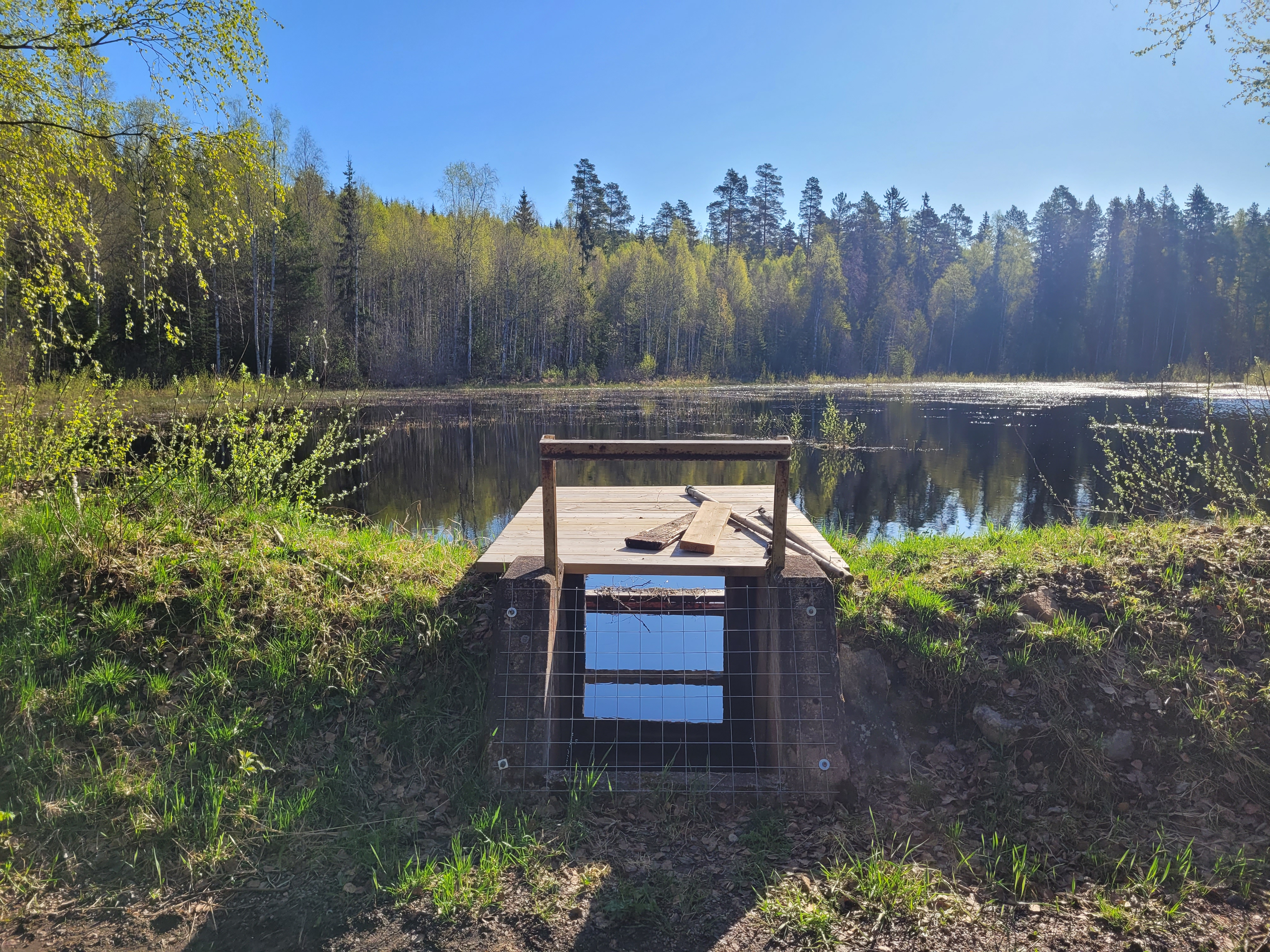
Utloppet från Antons damm, med nivåreglering och avlopp under vägen.
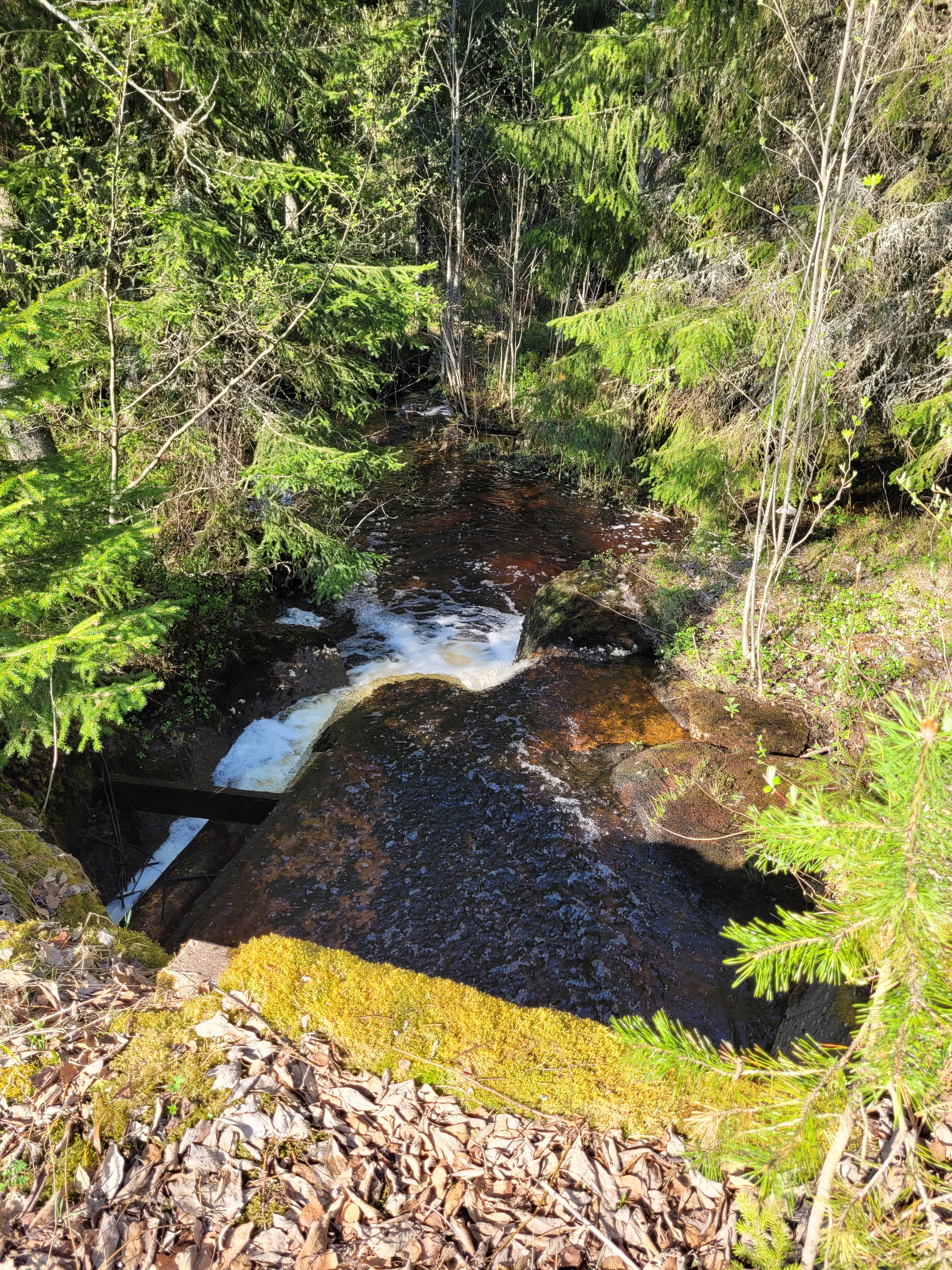
Bäcken efter utloppet från dammen.